# Collegio di Central Suffolk and North Ipswich
Central Suffolk and North Ipswich è un collegio elettorale situato nel Suffolk, nell'Est dell'Inghilterra, e rappresentato alla Camera dei comuni del Parlamento del Regno Unito. Elegge un membro del parlamento con il sistema first-past-the-post, ossia maggioritario a turno unico; l'attuale parlamentare è Patrick Spencer, eletto con il Partito Conservatore nel 2024 e sospeso nel 2025 per molestie sessuali; siede pertanto come Indipendente.

## Estensione
- 1997-2010: i ward del distretto di Mid Suffolk di Barham, Barking, Bramford, Claydon, Creeting, Debenham, Eye, Fressingfield, Helmingham, Hoxne, Mendlesham, Palgrave, Stonham, Stradbroke, Wetheringsett, Weybread e Worlingworth, i ward del distretto di Suffolk Coastal di Bealings, Dennington, Earl Soham, Framlingham, Glemham, Grundisburgh and Witnesham, Hasketon, Kesgrave, Otley, Rushmere e Wickham Market, e i ward del Borough di Ipwsich di Broom Hill, Castle Hill, Whitehouse e Whitton.
- 2010-2024: i ward del distretto di Mid Suffolk di Barking and Somersham, Bramford and Blakenham, Claydon and Barham, Debenham, Eye, Fressingfield, Helmingham and Coddenham, Hoxne, Mendlesham, Palgrave, Stradbroke and Laxfield, The Stonhams, Wetheringsett e Worlingworth, i ward del distretto di Suffolk Coastal di Earl Soham, Framlingham, Grundisburgh, Hacheston, Kesgrave East, Kesgrave West, Otley, Rushmere St Andrew, Wickham Market e Witnesham, e i ward del Borough di Ipswich di Castle Hill, Whitehouse e Whitton.
- dal 2024: i ward del distretto di Mid Suffolk di Battisford and Ringshall; Blakenham; Bramford; Claydon and Barham; Debenham; Needham Market; Stonham, i ward del distretto di East Suffolk di Carlford and Fynn Valley; Framlingham; Kesgrave; Rushmere St. Andrew; Wickham Market, e i ward del Borough di Ipswich di Castle Hill; Whitehouse e Whitton.[2]

## Membri del parlamento
| Elezione | Elezione    | Deputato        | Partito      |
| -------- | ----------- | --------------- | ------------ |
|          | 1997        | Michael Lord    | Conservatore |
| 2010     | Dan Poulter |                 | Conservatore |
|          | Dan Poulter | 2024            | Laburista    |
|          | 2024        | Patrick Spencer | Conservatore |
|          | 2025        | Patrick Spencer | Indipendente |

## Elezioni

### Elezioni negli anni 2020
| Partito                    | Partito                                   | Candidato                  | Risultati 4 luglio 2024 | Risultati 4 luglio 2024 |
| Partito                    | Partito                                   | Candidato                  | Voti                    | %                       |
| -------------------------- | ----------------------------------------- | -------------------------- | ----------------------- | ----------------------- |
|                            | Conservatore                              | Patrick Spencer            | 15 144                  | 32,62                   |
|                            | Laburista                                 | Kevin Craig                | 10 854                  | 23,38                   |
|                            | Reform UK                                 | Tony Gould                 | 8 806                   | 18,97                   |
|                            | Verdi                                     | Daniel Pratt               | 5 652                   | 12,17                   |
|                            | Lib Dem                                   | Brett Mickelburgh          | 5 407                   | 11,65                   |
|                            | Indipendente                              | Charlie Caiger             | 366                     | 0,79                    |
|                            | Indipendente                              | Mike Hallatt               | 194                     | 0,42                    |
|                            |                                           |                            |                         |                         |
| Iscritti                   | Iscritti                                  | Iscritti                   | 71 975                  | 100,00                  |
| ↳ Votanti (% su iscritti)  | ↳ Votanti (% su iscritti)                 | ↳ Votanti (% su iscritti)  | 46 423                  | 64,50                   |
| ↳ Astenuti (% su iscritti) | ↳ Astenuti (% su iscritti)                | ↳ Astenuti (% su iscritti) | 25 552                  | 35,50                   |
|                            |                                           |                            |                         |                         |
|                            | Esito: collegio confermato a Conservatore |                            |                         |                         |

### Elezioni negli anni 2010
| Partito                    | Partito                                   | Candidato                  | Risultati 12 dicembre 2019 | Risultati 12 dicembre 2019 |
| Partito                    | Partito                                   | Candidato                  | Voti                       | %                          |
| -------------------------- | ----------------------------------------- | -------------------------- | -------------------------- | -------------------------- |
|                            | Conservatore                              | Dan Poulter                | 35 253                     | 62,67                      |
|                            | Laburista                                 | Emma Bonner-Morgan         | 11 862                     | 21,09                      |
|                            | Lib Dem                                   | James Sandbach             | 6 485                      | 11,53                      |
|                            | Verdi                                     | Daniel Pratt               | 2 650                      | 4,71                       |
|                            |                                           |                            |                            |                            |
| Iscritti                   | Iscritti                                  | Iscritti                   | 80 037                     | 100,00                     |
| ↳ Votanti (% su iscritti)  | ↳ Votanti (% su iscritti)                 | ↳ Votanti (% su iscritti)  | 56 250                     | 70,28                      |
| ↳ Astenuti (% su iscritti) | ↳ Astenuti (% su iscritti)                | ↳ Astenuti (% su iscritti) | 23 787                     | 29,72                      |
|                            |                                           |                            |                            |                            |
|                            | Esito: collegio confermato a Conservatore |                            |                            |                            |

| Partito                    | Partito                                   | Candidato                  | Risultati 8 giugno 2017 | Risultati 8 giugno 2017 |
| Partito                    | Partito                                   | Candidato                  | Voti                    | %                       |
| -------------------------- | ----------------------------------------- | -------------------------- | ----------------------- | ----------------------- |
|                            | Conservatore                              | Dan Poulter                | 33 992                  | 60,14                   |
|                            | Laburista                                 | Elizabeth Hughes           | 16 807                  | 29,73                   |
|                            | Lib Dem                                   | Aidan Van de Weyer         | 2 431                   | 4,30                    |
|                            | Verdi                                     | Regan Scott                | 1 659                   | 2,94                    |
|                            | UKIP                                      | Stephen Searle             | 1 635                   | 2,89                    |
|                            |                                           |                            |                         |                         |
| Iscritti                   | Iscritti                                  | Iscritti                   | 78 071                  | 100,00                  |
| ↳ Votanti (% su iscritti)  | ↳ Votanti (% su iscritti)                 | ↳ Votanti (% su iscritti)  | 56 524                  | 72,40                   |
| ↳ Astenuti (% su iscritti) | ↳ Astenuti (% su iscritti)                | ↳ Astenuti (% su iscritti) | 21 547                  | 27,60                   |
|                            |                                           |                            |                         |                         |
|                            | Esito: collegio confermato a Conservatore |                            |                         |                         |

| Partito                    | Partito                                   | Candidato                  | Risultati 7 maggio 2015 | Risultati 7 maggio 2015 |
| Partito                    | Partito                                   | Candidato                  | Voti                    | %                       |
| -------------------------- | ----------------------------------------- | -------------------------- | ----------------------- | ----------------------- |
|                            | Conservatore                              | Dan Poulter                | 30 317                  | 56,05                   |
|                            | Laburista                                 | Jack Abbott                | 10 173                  | 18,81                   |
|                            | UKIP                                      | Mark Cole                  | 7 459                   | 13,79                   |
|                            | Lib Dem                                   | Jon Neal                   | 3 314                   | 6,13                    |
|                            | Verdi                                     | Rhodri Griffiths           | 2 664                   | 4,93                    |
|                            | Democratici                               | Tony Holyoak               | 162                     | 0,30                    |
|                            |                                           |                            |                         |                         |
| Iscritti                   | Iscritti                                  | Iscritti                   | 78 732                  | 100,00                  |
| ↳ Votanti (% su iscritti)  | ↳ Votanti (% su iscritti)                 | ↳ Votanti (% su iscritti)  | 54 089                  | 68,70                   |
| ↳ Astenuti (% su iscritti) | ↳ Astenuti (% su iscritti)                | ↳ Astenuti (% su iscritti) | 24 643                  | 31,30                   |
|                            |                                           |                            |                         |                         |
|                            | Esito: collegio confermato a Conservatore |                            |                         |                         |

| Partito                    | Partito                                   | Candidato                  | Risultati 6 maggio 2010 | Risultati 6 maggio 2010 |
| Partito                    | Partito                                   | Candidato                  | Voti                    | %                       |
| -------------------------- | ----------------------------------------- | -------------------------- | ----------------------- | ----------------------- |
|                            | Conservatore                              | Dan Poulter                | 27 125                  | 50,78                   |
|                            | Lib Dem                                   | Andrew Aalders-Dunthorne   | 13 339                  | 24,97                   |
|                            | Laburista                                 | Bhavna Joshi               | 8 636                   | 16,17                   |
|                            | UKIP                                      | Roy Philpott               | 2 361                   | 4,42                    |
|                            | Verdi                                     | Andrew Stringer            | 1 452                   | 2,72                    |
|                            | Indipendente                              | Mark Trevitt               | 389                     | 0,73                    |
|                            | New Party                                 | Richard Vass               | 118                     | 0,22                    |
|                            |                                           |                            |                         |                         |
| Iscritti                   | Iscritti                                  | Iscritti                   | 75 880                  | 100,00                  |
| ↳ Votanti (% su iscritti)  | ↳ Votanti (% su iscritti)                 | ↳ Votanti (% su iscritti)  | 53 420                  | 70,40                   |
| ↳ Astenuti (% su iscritti) | ↳ Astenuti (% su iscritti)                | ↳ Astenuti (% su iscritti) | 22 460                  | 29,60                   |
|                            |                                           |                            |                         |                         |
|                            | Esito: collegio confermato a Conservatore |                            |                         |                         |

### Elezioni negli anni 2000
| Partito                    | Partito                                   | Candidato                  | Risultati 5 maggio 2005 | Risultati 5 maggio 2005 |
| Partito                    | Partito                                   | Candidato                  | Voti                    | %                       |
| -------------------------- | ----------------------------------------- | -------------------------- | ----------------------- | ----------------------- |
|                            | Conservatore                              | Michael Lord               | 22 333                  | 43,91                   |
|                            | Laburista                                 | Neil Macdonald             | 14 477                  | 28,46                   |
|                            | Lib Dem                                   | Andrew Houseley            | 10 709                  | 21,05                   |
|                            | UKIP                                      | John West                  | 1 754                   | 3,45                    |
|                            | Verdi                                     | Martin Wolfe               | 1 593                   | 3,13                    |
|                            |                                           |                            |                         |                         |
| Iscritti                   | Iscritti                                  | Iscritti                   | 76 260                  | 100,00                  |
| ↳ Votanti (% su iscritti)  | ↳ Votanti (% su iscritti)                 | ↳ Votanti (% su iscritti)  | 50 866                  | 66,70                   |
| ↳ Astenuti (% su iscritti) | ↳ Astenuti (% su iscritti)                | ↳ Astenuti (% su iscritti) | 25 394                  | 33,30                   |
|                            |                                           |                            |                         |                         |
|                            | Esito: collegio confermato a Conservatore |                            |                         |                         |

| Partito                    | Partito                                   | Candidato                  | Risultati 7 giugno 2001 | Risultati 7 giugno 2001 |
| Partito                    | Partito                                   | Candidato                  | Voti                    | %                       |
| -------------------------- | ----------------------------------------- | -------------------------- | ----------------------- | ----------------------- |
|                            | Conservatore                              | Michael Lord               | 20 924                  | 44,42                   |
|                            | Laburista                                 | Carol Jones                | 17 455                  | 37,06                   |
|                            | Lib Dem                                   | Ann Elvin                  | 7 593                   | 16,12                   |
|                            | UKIP                                      | Jonathan Wright            | 1 132                   | 2,40                    |
|                            |                                           |                            |                         |                         |
| Iscritti                   | Iscritti                                  | Iscritti                   | 74 179                  | 100,00                  |
| ↳ Votanti (% su iscritti)  | ↳ Votanti (% su iscritti)                 | ↳ Votanti (% su iscritti)  | 47 104                  | 63,50                   |
| ↳ Astenuti (% su iscritti) | ↳ Astenuti (% su iscritti)                | ↳ Astenuti (% su iscritti) | 27 075                  | 36,50                   |
|                            |                                           |                            |                         |                         |
|                            | Esito: collegio confermato a Conservatore |                            |                         |                         |

## Risultati dei referendum

### Referendum sulla permanenza del Regno Unito nell'Unione europea del 2016
|             | Collegio                          | Lasciare UE % | Rimanere in UE % |
| ----------- | --------------------------------- | ------------- | ---------------- |
|             | Central Suffolk and North Ipswich | 54,4%         | 45,6%            |
| Inghilterra | 53,3%                             | 46,7%         |                  |
| Regno Unito | 51,9%                             | 48,1%         |                  |